# Tracey Shenton
Tracey Shenton ist eine ehemalige englische Squashspielerin.

## Karriere
Tracey Shenton war in den 1990er-Jahren auf der WSA World Tour aktiv und gewann auf dieser zwei Titel. Zwischen 1994 und 1998 stand sie fünfmal in Folge im Hauptfeld der Weltmeisterschaft und erzielte ihr bestes Resultat mit dem Einzug in die zweite Runde 1996. In dieser unterlag sie Michelle Martin in drei Sätzen. 1995 gewann sie die Europameisterschaften der U19-Juniorinnen und erreichte auch im Jahr darauf das Finale.

## Erfolge
- Gewonnene WSA-Titel: 2